# ایمان اشراقی
ایمان اشراقی (زاده ۱۷ مرداد ماه سال ۱۳۵۵ در تهران) به انگلیسی (Iman Eshraghi) بازیگرِ سینما، تئاتر و تلویزیون است.
او با بازی در سریال خط قرمز به شهرت رسید. ایمان اشراقی بعد از سریال «خط قرمز» برای گرفتن تخصص خود به دانشگاه امپریال لندن در کشور انگلستان رفت و در رشته پریونتیو کاردیولوژی تحصیل کرد. او دوره های بازیگری اش را زیر نظر امین تارخ گذراند و در سال ۱۳۷۸ برای اولین بار جلوی دوربین رفت. وی سابقه حضور در آثاری همچون مورچه خوار و متولد ماه مهر و اتانازی را در کارنامه هنری خود دارد.

## فیلم‌شناسی

### سینمایی
- اتانازی
- متولد ماه مهر
- مورچه خوار

### تلویزیون
- خط قرمز
- همسفر